# Khosro Harandi
Khosro Sheikh Harandi (in persiano: خسرو هرندی; Teheran, 11 settembre 1950 – Teheran, 8 gennaio 2019) è stato uno scacchista iraniano.
Più volte campione dell'Iran, ha fatto parte della squadra nazionale in cinque Olimpiadi degli scacchi.
- Quarta scacchiera alle Olimpiadi degli scacchi del 1970 a Siegen (+6 –3 =10)
- Prima scacchiera alle Olimpiadi degli scacchi del 1972 a Skopje (+8 –3 =11)
- Prima scacchiera alle Olimpiadi degli scacchi del 1974 a Nizza (+10 –6 =4)
- Seconda scacchiera alle Olimpiadi degli scacchi del 1976 a Haifa (+5 –3 =5)
- Prima scacchiera alle Olimpiadi degli scacchi del 1990 a Novi Sad (+4 –3 =6)

Nel 1972 ha rappresentato l'Iran in prima scacchiera ai Campionati mondiali studenteschi a squadre  a Graz (+6 –3 =3).
Ha vinto due volte il torneo zonale Fide tenuto a Tehran (1975 e 1978) e ha partecipato agli interzonali di Manila nel 1976  e di Rio de Janeiro nel 1979.